# Ordinador de bord

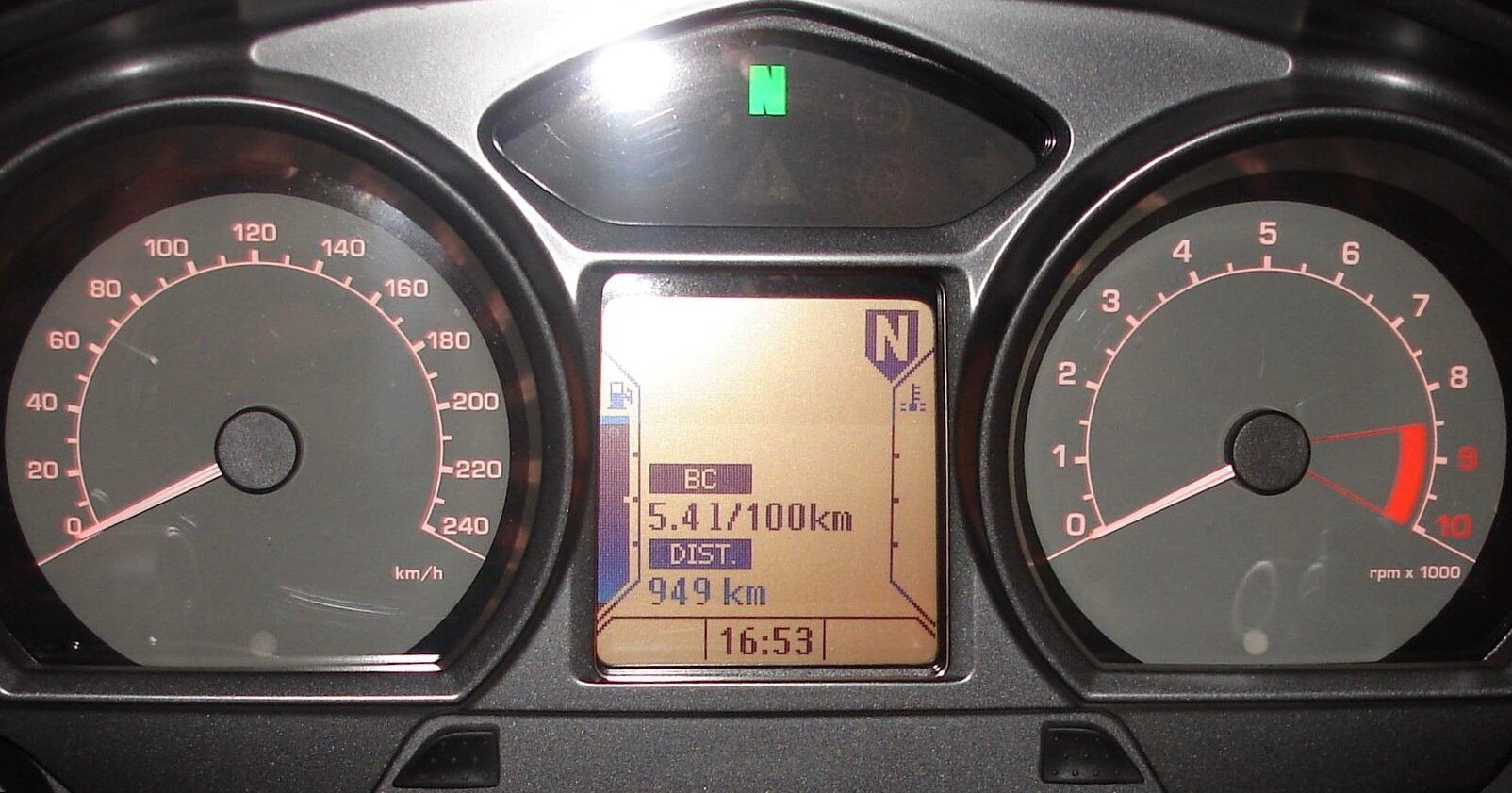
Funcions d'un ordinador de bord d'una moto, indicant en particular el consum mig de carburant.

Un ordinador de bord (sovint anomenat ECU de « Electronic Control Unit ») és un ordinador especialitzat (integrat en un vehicle) instal·lat en el tauler del cotxe segons les especificacions del vehicle per ajudar a la conducció i a respectar de les normes de seguretat. La majoria d'ordinadors de bord moderns, calculen i mostren informacions bàsiques: Duració del viatge, distància recorreguda, velocitat mitjana, consum mitjà i consum instantani de carburant en temps real, etc.

## Història

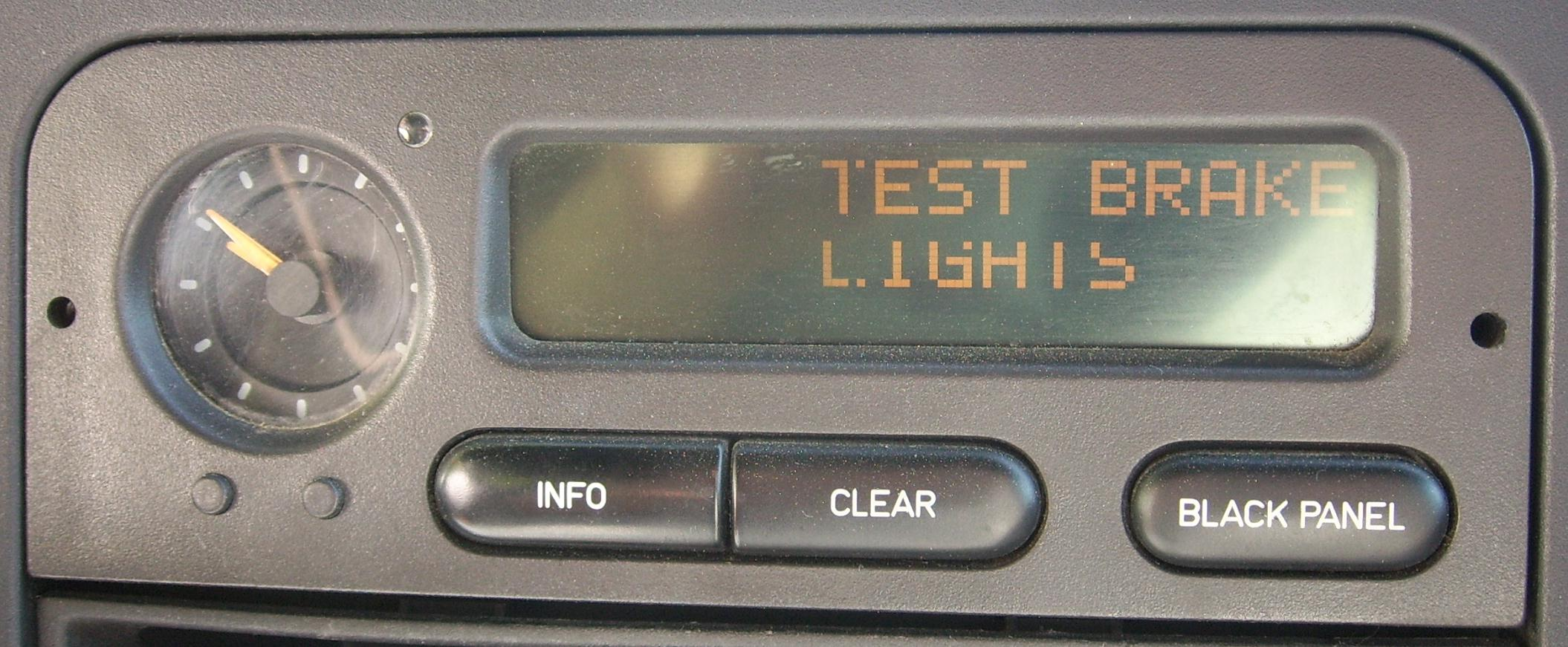
Un SID-2 d'un Saab 900SE de 1995

El primer, ordinador de bord mecànic, com el Halda Speedpilot, el va dissenyar un fabricant de taxímetres suec, i va ser produït en la dècada de 1950 com un accessori de cotxe que permetia al conductor mantenir un precís,horari de temps particularment útil en un rally. Va ser instal·lat com equipament estàndard el 1958 en el Saab GT750. El 1952 Fiat 1900 va sortir estàndard de fàbrica amb un dispositiu mecànic complex, batejat mediometro en italià, que mostrava la velocitat mitjana. El 1978, el Cadillac de la divisió de General Motors va introduir un " Ordinador de bord", disponible en el Cadillac Sevilla.
En les següents dècades, només els automòbils d'alta gama i de vegades de gamma mitjana disposaven d'un ordinador de bord, avui, gairebé tots els cotxes s'han equipat amb ordinadors de bord, des que els sistemes informàtics, electrònics i de control han arribat a una fiabilitat i una seguretat suficient per a gestionar les diferents funcions del vehicle (injecció, consum, control de velocitat, sistemes d'ajuda a la conducció, ABS, ESP, caixa de velocitats automàtica, etc.).

## OBD

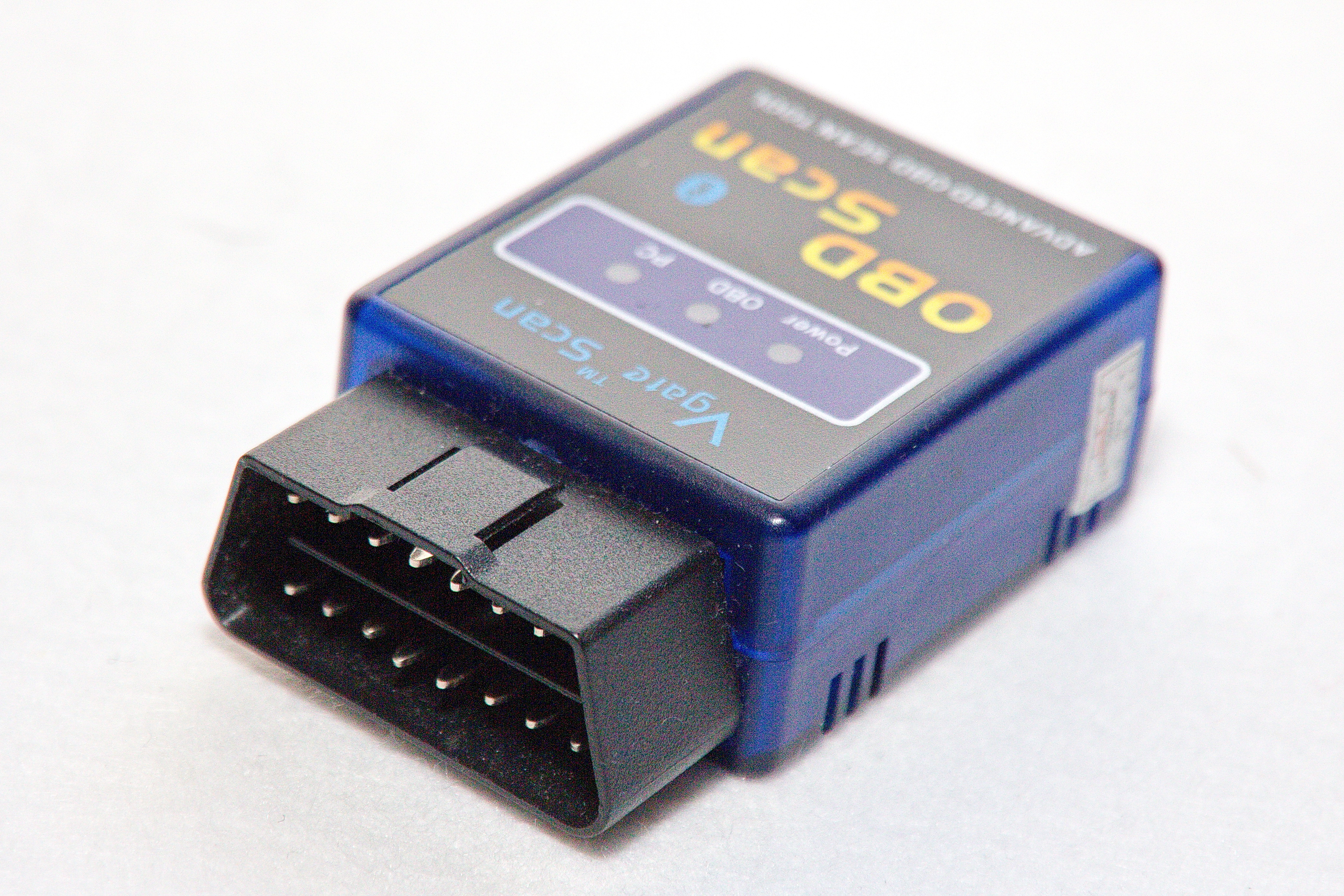
Adaptador Bluetooth OBDII "ELM327" per Android

Alguns ordinadors de bord poden mostrar els codis de diagnòstic emprats per la mecànica. Això és especialment útil quan el mecànic vol veure els codis tot conduint el cotxe. El 2004, Lineal Logic va desenvolupar el ScanGauge, que en aquell temps temps era l'únic fàcilment instal·lable com accessori (via OBDII). Funciona com ordinador de bord, amb 4 indicadors digitals simultanis, i com lector dels codis de diagnòstic OBDII. Aquest dispositiu té disponibles 12 mesuradors diferents que poden ser utilitzats com 4 indicadors digitals separats. Les unitats de mesura poden ser independentment seleccionades entre km/milles, litres/galons, Celsius/Fahrenheit, i kPa/PSI.
El 2008, el projecte OBDuino va anunciar un disseny baix-cost d'ordinador de bord DIY que utilitza la interfície OBDII i la plataforma Arduino hobbyist com microcontrolador, va ser alliberat sota una llicència de codi obert GPL.
Des de fa un temps hi ha disponible a Play Market diferents aplicacions per Android (Easy OBD-II, ScanMaster ELM, wOBD Crazy, entre altres) que dialoguen mitjançant bluetooth amb l'adaptador de diagnòstic OBDII " ELM327 ", per a automòbils, multimarca. L'adaptador ELM327 és un microcontrolador PIC programat per dialogar amb l'ordinador central del cotxe amb el protocol OBDII i passar les dades al dispositiu Android (p.e.un smartphone) que és capaç de mostrar-ho amb una interfície gràfica.

## Econòmetre

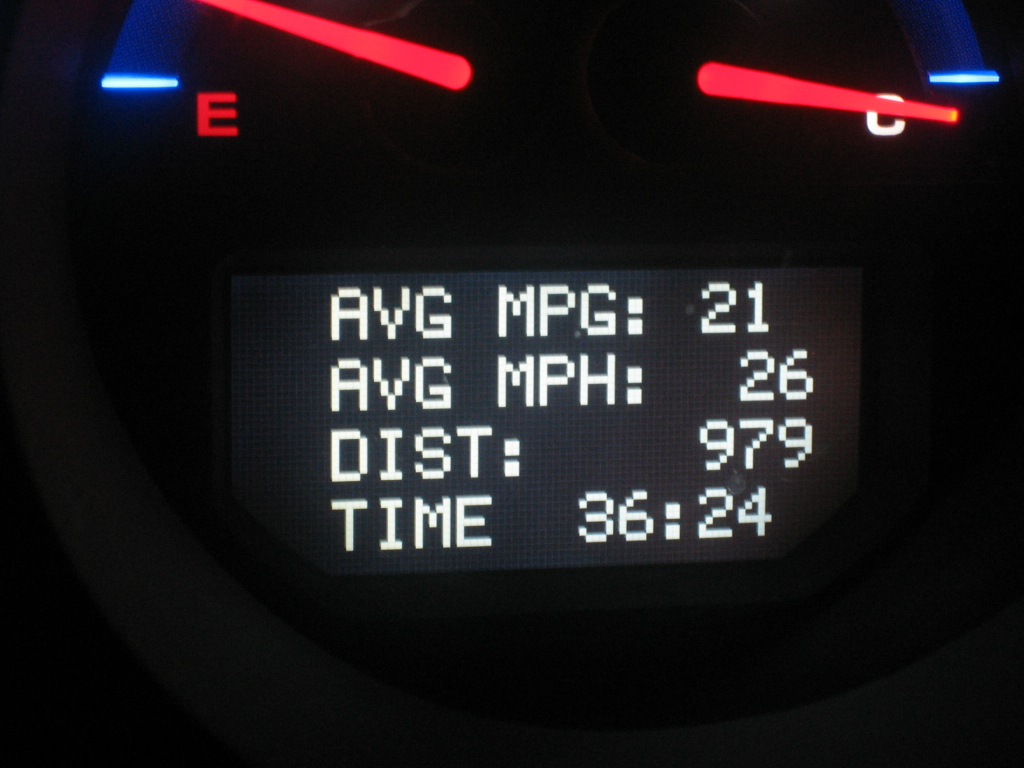
Ordinador de bord amb funcions d'econometria: consum instantani i mitjana de consums.

Una de les funcions principals de l'ordinador de bord és l'econòmetre que en sol formar part integral i serveix per a indicar el consum d'un vehicle, la distància viatjada, la velocitat mitjana, el consum de combustible mitjà, i el consum de combustible instantani. Aquest consum instantani no és un valor massa útil per millorar la conducció econòmica, per això se solen mostrar altres mesures, com el consum en els últims 100 o 1000 metres o des que s'ha encès el motor, també segons el temps transcorregut (útil en ciutat i amb embussos).

### Dades sobre el consum
- Un motor VW TDI de 150 CV pot tenir un consum instantani de 50L/100 km
- Quan el motor està fred pot consumir uns 22 L/100 km
- Un Civic Profunda amb motor VTEC de 160 CV pot gastar uns 35 L/100 km de mitjana en conducció esportiva, encara que en ús moderat gasti uns 7 L/100 km ..